# Besòs Mar
Besòs Mar is een metrostation van de metro van Barcelona in La Mina, een buurt in het district Sant Martí van Barcelona. Het station wordt aangedaan door lijn 4. Dit station werd in 1982 geopend als La Mina maar werd controversieel hernoemd met de opening van het metrostation El Maresme-Fòrum en de vernieuwing van het aangrenzende gebied in Besòs Mar, een verwijzing naar de nabijheid van de Middellandse Zee en de rivier de Besòs. Dit gebeurde allemaal om de oude beruchte buurt een mindere naam te geven. Het station ligt onder de carrer d'Alfons el Magnànim tussen carrer de Lluís Borrassà en carrer de Ferrer Bassa.